# Novi Pazar
Novi Pazar (cyr. Нови Пазар, bośn. Novi Pazar) – miasto w Serbii, w regionie Serbia Centralna, w okręgu raskim, siedziba miasta Novi Pazar. W 2013 roku liczyło 66 527 mieszkańców.

## Położenie
Novi Pazar położony jest w krainie historycznej Sandżak, w południowo-zachodniej Serbii, na terenie Gór Dynarskich, przy granicy z Czarnogórą i z nieuznawanym przez władze w Belgradzie Kosowem. Współrzędne geograficzne to 43° 09” N, 20° 31” E. Przez miasto przepływa rzeka Raška.

## Gospodarka
W mieście rozwinął się przemysł włókienniczy oraz obuwniczy.

## Historia

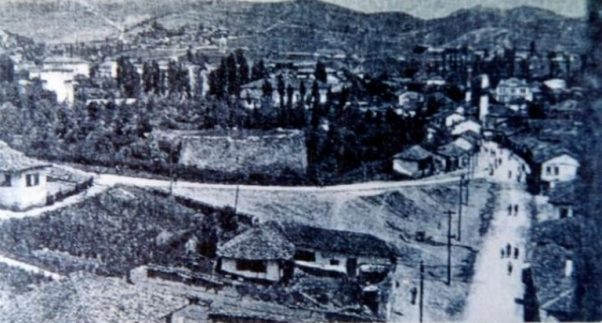
Novi Pazar

Osadnictwo na terenie dzisiejszego Novego Pazaru rozwijało się już od czasów prehistorycznych. W późniejszym okresie ziemie te zamieszkiwane były m.in. przez Ilirów. Od VII wieku miał miejsce napływ ludności słowiańskiej. W średniowieczu należały do Serbii Nemaniczów. Około 1450 roku tereny te zostały zdobyte przez Turków osmańskich. W 1461 roku założyli oni miasto i nadali mu nazwę Jeni Bazar. Lokację przeprowadził Isa-Beg Isaković, który nadał Novemu Pazarowi orientalny charakter. Wybudowano wiele meczetów, łaźni miejskich oraz haremów. Miasto stało się centrum kupieckim.
Około 1689 roku ludność miasta liczyła 30 tysięcy obywateli. W tym samym czasie w trakcie V wojny austriacko-tureckiej zostało ono doszczętnie spalone. Do Imperium Osmańskiego należało do 1912 roku, kiedy to wskutek I wojny bałkańskiej znalazło się w granicach Królestwa Serbii. W latach 1918–1929 należało najpierw do Królestwa Serbów, Chorwatów i Słoweńców, w latach 1929–2003 do Jugosławii, a następnie w latach 2003–2006 do Serbii i Czarnogóry. Od 2006 roku jest częścią Serbii.
W 2004 roku, w odwecie za ataki na cerkwie i kościoły na terenie Kosowa, zaatakowano nowopazarskie meczety.

## Demografia
Liczba ludności wynosi 66 527 mieszkańców, z czego 55 428 jest narodowości boszniackiej. Za Serbów uważa się 6576 osób.
| Narodowość    | Liczba ludności | %     |
| ------------- | --------------- | ----- |
| Boszniacy     | 55 428          | 83,32 |
| Serbowie      | 6576            | 9,88  |
| Muzułmanie    | 2824            | 4,24  |
| Gorani        | 240             | 0,36  |
| Albańczycy    | 162             | 0,24  |
| Jugosłowianie | 64              | 0,10  |
| Macedończycy  | 7               | 0,01  |
| Bułgarzy      | 4               | 0,01  |
| Węgrzy        | 4               | 0,01  |

- Źródło[1]

## Zabudowa
Centralnym placem miasta jest Žitni Trg (cyr. Житни Трг). Obok niego znajduje się park miejski z twierdzą z czasów osmańskich. W jej skład wchodzi zabytkowa wieża o nazwie Stara Izvidnica (cyr. Стара Извидница). Nieopodal zlokalizowany jest meczet o nazwie Arap Džamija (cyr. Арап Џамија) oraz łaźnia miejska z XV wieku.

### Pozostałe zabytki i atrakcje
- Petrova crkva – bizantyjska cerkiew z IX wieku
- Đurđevi stupovi (cyr. Ђурђеви ступови) – prawosławny monastyr z XII wieku, położony w pobliżu miasta
- meczet Altum-Alem z XV wieku
- łaźnia turecka
- zajazd Amir-Aga (prawdopodobnie XVII wieku)

W pobliżu znajdują się cenne zabytki zaliczane od 1979 roku przez UNESCO do światowego dziedzictwa kulturalnego – Stari Ras i Sopoćani.

## Oświata i nauka

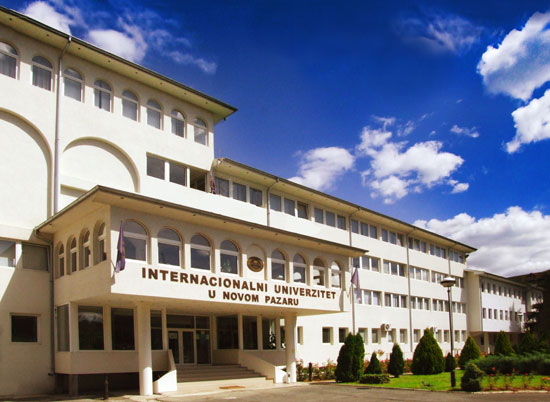
Uniwersytet w Novim Pazarze

W Novim Pazarze funkcjonują dwa uniwersytety:  Uniwersytet w Novim Pazarze oraz Państwowy Uniwersytet w Novim Pazarze.
Pierwsza z nowopazarskich uczelni została założona w 2002. Współpracuje ze szkołami wyższymi z innych krajów, na przykład z Bośni i Hercegowiny, Macedonii Północnej, Stanów Zjednoczonych, Węgier. Państwowy Uniwersytet w Novim Pazarze został założony 26 października 2006. Jego władze deklarują, że jako jedyny w całej Serbii oferuje studia na kierunkach filozoficznym, ekonomiczno-prawnym i nauk technicznych oraz że jako jedyny serbski uniwersytet naucza zgodnie z zasadami procesu bolońskiego.

## Sport
W mieście funkcjonuje klub piłkarski o nazwie FK Novi Pazar.

## Ludzie urodzeni w Novim Pazarze
W mieście urodzili się m.in. Adem Ljajić, serbski piłkarz, reprezentant kraju oraz zawodnik włoskich klubów oraz Aćif Hadžiahmetović, jeden z dowódców Muzułmańskiej milicji Sandżaku, która powstała w trakcie II wojny światowej po upadku Królestwa Jugosławii.